# Christopher Browning
Pour les articles homonymes, voir Browning.
Christopher Robert Browning, né le 22 mai 1944, est un historien américain spécialiste de la Shoah.

## Biographie
Fils d'un professeur de philosophie il obtient sa licence d'histoire à l'Oberlin College (Ohio) puis sa maitrise d'histoire à l'Université du Wisconsin à Madison. Il enseigne l'histoire à la St. John's Northwestern Military Academy (Wisconsin). Il décroche ensuite son doctorat d'histoire en 1975 pour sa thèse sur la politique antijuive du ministère allemand des affaires étrangères du Troisième Reich.
Il est principalement connu pour son ouvrage, Les Hommes ordinaires : le 101e bataillon de réserve de la police allemande et la Solution finale en Pologne. Dans ce livre, il montre comment un groupe de soldats allemands a été amené à tuer des milliers de Juifs. Pour Christopher Browning, c'est la société qui, conditionnant les individus dès leur naissance à la soumission à l'autorité, a fait de ces soldats des tueurs.
Certains auteurs rattachent l'œuvre de Browning au courant fonctionnaliste tandis que d'autres voient chez lui un dépassement du clivage entre fonctionnalistes et intentionnalistes.

## Des hommes ordinaires
Le 13 juillet 1942, les hommes du 101e bataillon de police de réserve allemande entrent dans le village polonais de Józefów et ont assassiné 1 500 femmes, enfants et vieillards juifs. Durant les seize mois de leur mission, ces 500 hommes vont exterminer, d’une balle dans la tête, 38 000 Juifs, et en déporter 45 000 autres vers les chambres à gaz de Treblinka. De par leur âge, ces soldats n'avaient pas subi l'endoctrinement des plus jeunes ; ils n'étaient pas davantage militants nazis, ni même de fervents racistes.
Après avoir fait le récit des massacres commis par cette unité à partir des témoignages des anciens membres de l'unité, Christopher Browning essaye dans le dernier chapitre de livre de comprendre ce qui a pu pousser ces hommes à commettre ces atrocités :
- Elles relèvent d'une politique gouvernementale officielle. Les hommes ne font que se soumettre à la loi.
- La soumission à la loi est légitimée par l'endoctrinement. La déshumanisation des Juifs par la propagande depuis 1933 contribue à la distanciation psychologique, et facilite la tuerie.
- La bureaucratie et la division des tâches permettent une distanciation.
- 80 à 90% des hommes ont tué par conformisme, parce qu'ils ont cédé à la pression du groupe. Refuser de participer aux massacres, c'est commettre une action "asociale"[2], rompre les liens de camaraderie, et donc risquer l'isolement, le rejet du groupe qui constitue le seul lieu de sociabilité pour ces hommes.
- La peur des sanctions même si le commandant Trapp, chef de l'unité, protégeait ceux qui avaient refusé de participer au massacre de Józefów[3].

Ce livre cherche à démontrer que "n'importe quel groupe humain peut être transformé en groupe criminel contre l’humanité, pourvu qu’on ait d’abord créé le contexte qui rend possible la déshumanisation de l’ennemi".

## Œuvres
- (en) Ordinary Men : Reserve Police Battalion 101 and the Final Solution in Poland, New York : HarperCollins, 1992. (fr) Des hommes ordinaires. Le 101e bataillon de réserve de la police allemande et la « Solution finale » en Pologne, Paris, Les Belles Lettres, 1994 (1re éd. américaine, 1992).
- (fr) Politique nazie, travailleurs juifs, bourreaux allemands, Paris, Les belles lettres, 2002  (ISBN 2-251-38055-8)
- (en) The Final Solution and the German Foreign Office: a study of Referat D III of Abteilung Deutschland, 1940–43, New York : Holmes & Meier, 1978.
- (en) The Origins Of The Final Solution : The Evolution of Nazi Jewish Policy September 1939-March 1942, London, Arrow, 2005, 640 p.  (ISBN 978-0099454823) (fr) Les origines de la solution finale, Paris, Les belles lettres, 2007.